# Empoascanara pallidula
Empoascanara pallidula är en insektsart som beskrevs av Irena Dworakowska och Pawar 1974. Empoascanara pallidula ingår i släktet Empoascanara och familjen dvärgstritar.
Artens utbredningsområde är Filippinerna. Inga underarter finns listade i Catalogue of Life.